# Fluctuat Homergitur
Fluctuat Homergitur (France) ou Le frère prodigue (Québec) (Oh Brother, Where Art Thou?) est le 15e épisode de la saison 2 de la série télévisée d'animation Les Simpson.

## Synopsis
Après être allé au cinéma voir un film de Reiner Wolfcastle, Grand-Père fait une crise cardiaque et se retrouve à l'hôpital. La famille se rend alors à l'hôpital. Sur son lit, se rendant compte que sa fin est proche, Grand-Père avoue à Homer que ce dernier a un demi-frère, Herbert. Homer décide de partir à sa recherche et finit par le trouver à Détroit. Homer y est alors invité par son frère et découvre qu'Herbert dirige une grosse entreprise automobile et qu'il est millionnaire. Après des retrouvailles très émouvantes, Herbert invite la famille à séjourner chez lui. Le jour où Herbert veut offrir une voiture à Homer, celui-ci ne trouve pas le modèle qui lui convient. Herbert pense alors qu'Homer est un parfait Monsieur Tout-le-monde et charge ce dernier de créer une voiture qui lui correspond et qui correspondra donc à tous les Américains. Homer crée alors la voiture de ses rêves. Mais, lors de sa présentation à un salon automobile, la voiture fait un flop et Herbert se retrouve ruiné.